# Montana Gold Rush
Der Montana Gold Rush  in Virginia City (Montana), Bannack und Diamond City (Montana) begann 1863 und erreichte seinen Höhepunkt 1866/69.

## Verlauf
Im Mai 1863 entdeckte eine Gruppe von Bergleuten Gold in Alder Gulch, etwa 80 Meilen östlich von Bannack in Montana, das zu dieser Zeit noch Montana-Territorium (engl. Montana Territory) hieß. 

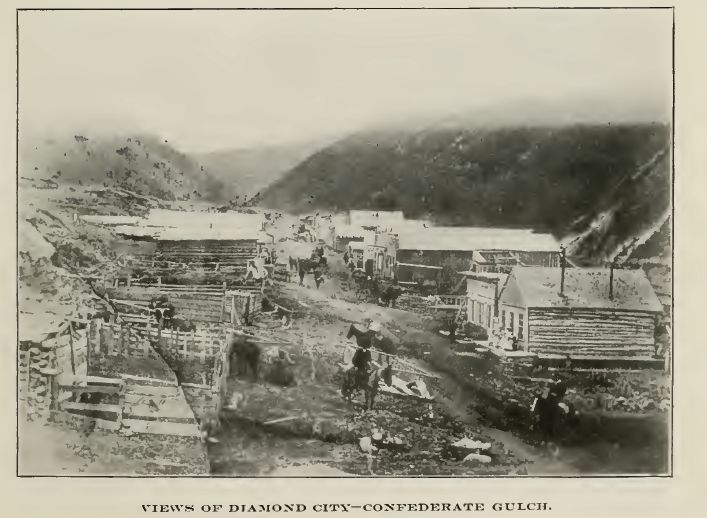
Diamond City, ca. 1870

 Die Goldgräberstadt Bannack wurde 1864 zur ersten Hauptstadt dieses Montana-Territoriums, 1865 wurde die Hauptstadt dann nach Virginia City (Montana) verlegt. Als sie ihr Gold nach Bannack brachten, um Vorräte zu kaufen, kamen die Goldfunde rasch an die Öffentlichkeit und so strömten bald viele weitere Goldsucher nach Virginia City, das bald eine blühende Siedlung wurde. Im Jahre 1864 entschlossen sich vier Gefangene Soldaten der Confederate States Army namens Washington Barker, Pomp Dennis, Jack Thompson und John Wells, während ihres Freigangs im späten Herbst des gleichen Jahres, den Winter über gemeinsam, im Confederate Gulch einer steil eingeschnittenen Schlucht an den Westhängen der Big Belt Mountains zu verbringen, um dort nach Gold zu suchen. Thompson begann nun eines Tages am Mund dieser Schlucht ein Loch zu graben um darin nach Gold zu suchen und fand gleich ein kleines Stückchen Gold in der Größe eines Weizenkorns. Die ersten Goldfunde fielen noch sehr klein aus, jedoch waren inzwischen weitere Goldsucher aus dem Süden gekommen, die ersten Blockhäuser wurden gebaut und die erste Ansiedlung taufte man auf den Namen Diamond City. Die Namensgebung war eher scherzhaft gemeint, beruhte jedoch auf der Tatsache, dass diese Blockhäuser so angeordnet waren, dass die Spuren im Schnee die Form eines perfekten Diamanten ergaben.

## Entdeckung der Montana Bar
1865 erreichte eine Gruppe von vier Männern unter ihrem Anführer Carl Joseph Friedrichs (1831–1916), die man als "Die Deutschen" bezeichnete, Helena (Montana) und wurden bald in einer Schlucht, die später als Cement Gulch berühmt werden sollte, fündig. Da sie jedoch nicht bereit waren das Gold im Grundgestein zu suchen, suchten sie an anderer Stelle weiter. Friedrichs führte die Gruppe, unter ihnen John Schönemann, Alexander Campbell und Thaddeus Judson weiter durch den Wald der Hauptschlucht des Confederate Gulch, gruben in einer Nebenschlucht ein Erkundungsloch im Kies des Tales und wurden sensationell fündig. Der Fund in der nun so genannten "Montana Bar" war so gewaltig und überraschend groß, dass noch im Jahre 1904 eine Zeitung (The Sumpter Miner) darüber berichtete: "Richest Acre of Ground on Earth - Montana Bar Yielded Over $1.000.000 in Gold, Going $1.000 to The Pan."
"Reichster Morgen Land auf der Welt - Montana Bar ergab mehr als 1.000.000 Dollar an Gold, 1.000 Dollar in der (Wasch-)Pfanne." In seinem 1886 veröffentlichten Buch "Aufzeichnungen aus meinem Leben" schrieb Friedrichs: "Mein Nachbar, ein Württemberger mit Namen John Schönemann, gewann [1866] jede Woche für zwei Monate lang einen halben Zentner Gold". Alle Goldminen im Confederate Gulch zusammen, wobei sich die Montana Bar am Fuße des "Gold Hill" (Goldhügel) als die ergiebigste von allen herausstellte, förderten im Zeitraum von 1866 bis 1869 eine Menge Gold im Wert von schätzungsweise 19 bis 30 Millionen Dollar (auf Basis des damaligen Goldpreises von ca. 17 Dollar die Feinunze Gold), was einem heutigen Wert von umgerechnet 301 bis 475 Millionen Dollar entspräche (Stand 2018). Am 18. August 1866 machten sich die ersten Goldsucher von Helena aus mit Wagen und ihren enormen Mengen an Gold(staub) in Begleitung eines bewaffneten Trupps unter der Führung von U.S. Deputy Marshal John X. Beidler (1831–1890) auf die Heimreise. Von Fort Benton ging es in sogenannten Mackinaw-Booten mit max. 18 Mann pro Boot den Missouri hinunter bis nach Cow Island (Kuh-Insel), wo das Dampfschiff Luella mit Kapitän Grant Marsh (1834–1916) bereits auf die 230 Gäste wartete. Mit seinen insgesamt auf etwa geschätzten 2½ Tonnen Gold an Bord (ca. 100 Millionen Dollar), war dies das wertvollste Schiff, das jemals den Missouri Fluss hinuntergefahren ist ("the richest cargo ever to go down the Missouri River").